# Холл, Лоуренс Сарджент
Лоуренс Сарджент Холл (англ. Lawrence Sargent Hall; 23 апреля 1915, Хейверилл, Массачусетс — 28 октября 1993) — американский писатель, профессор английского языка.
В 1936 году Холл завершил обучение в Боудин-колледже в Брунсвике, штат Мэн, в 1941 году получил диплом Йеля. Преподавал в Академии Дирфилда (1936—1938), в Университете Огайо в Афинах (1941—1942), в Йеле (1946). С 1946 по 1967 год — профессор английского языка в Боудин-колледже. В 1956 году также преподавал в Университете Колумбии.
Рассказ Холла «Риф» (1959) удостоился Премии О. Генри в 1960-м году, входит в состав более тридцати сборников. Роман «Безбилетник» (1960) по итогам единогласного решения жюри получил премию Уильяма Фолкнера за лучший литературный дебют. Также Холл писал для нескольких журналов, в их числе Hudson Review.